# Bolsa de Valores de Guayaquil
Die Bolsa de Valores de Guayaquil (BVG) (englisch: Guayaquil Stock Exchange) ist eine ecuadorianische Wertpapierbörse mit Sitz in Guayaquil, deren Aktien selbst an der Börse notiert sind. Ziel der Börse ist es, den Handel mit Wertpapieren durch Echtzeit-Finanzinformationen zu erleichtern.

## Geschichte
Die Bolsa de Valores de Guayaquil, die 1969 als Aktiengesellschaft gegründet wurde, wurde am 4. Mai 1994 gemäß dem Wertpapiermarktgesetz in eine gemeinnützige Zivilgesellschaft umgewandelt und steht unter der Kontrolle der Superintendencia de Compañías. Börsen verfügen jedoch über die Fähigkeit zur Selbstregulierung und sind befugt, Regeln und Vorschriften zur Kontrolle und Überwachung des Börsenbetriebs zu erlassen. Am 20. Mai 2014 wurde das Organgesetz zur Stärkung und Optimierung des Unternehmens- und Börsensektors erlassen.

## Mitgliedschaften
Sie ist Mitglied in:
- Federación Iberoamericana de Bolsas[2]
- Sustainable Stock Exchanges Initiative